# Ben Bova
Benjamin William «Ben» Bova (Filadelfia, 8 de noviembre de 1932-Naples, 29 de noviembre de 2020) fue un periodista, editor y escritor estadounidense de ciencia ficción, más conocido por estar a cargo del trabajo editorial en Analog Science Fiction and Fact tras la muerte de John W. Campbell en 1971 y en la revista Omni entre 1978 y 1982.

## Biografía
Recibió su licenciatura en la Universidad de Toronto en 1954, y en 1987 obtuvo el grado de Maestría en Comunicaciones en la Universidad de Nueva York en 1987 y su doctorado en la Universidad de California en 1996.
Su trabajo literario incluye varios ensayos, relatos cortos y novelas que abordan temas relacionados con la ciencia, tecnología y el futuro, con una base científica seria, que le supuso ser reconocido como uno de los escritores visionarios del género de la ciencia ficción.
Además de su trabajo como escritor, también participó en producciones cinematográficas como asesor técnico para Woody Allen, George Lucas y Gene Roddenberry, entre otros. En 2007 participó como asesor para ambientar el futuro de la película de 2010 Repo Men con Jude Law, Forest Whitaker y Carice van Houten; en el mismo año colaboró en el rodaje de Altered Carbon de Richard Morgan.
Bova fue presidente honorario de la National Space Society. Además, fue presidente de la Asociación de escritores de ciencia ficción y fantasía de Estados Unidos entre 1990 y 1992. Por otro lado, en 2001 fue elegido como miembro de la Asociación Estadounidense para el Avance de la Ciencia. Ganó el Premio Hugo al mejor editor profesional desde 1973 hasta 1977 y en 1979. En 2007 obtuvo el Premio John W. Campbell Memorial por Titan.
Falleció a los ochenta y ocho años por complicaciones de COVID-19 y un derrame cerebral.

## Obras
Novelas
- Out of the Sun (1968) que apareció también como Out of the Sun (rev 1984) (1984)
- Escape! (1970)
- THX 1138 (1971)
- As on a Darkling Plain (1972)
- When the Sky Burned (1973)
- The Winds of Altair (1973) que apareció también como The Winds of Altair (1983)
- Gremlins, Go Home! (1974) con Gordon R. Dickson que apareció también como Gremlins Go Home (1974)
- The Starcrossed (1975)
- The Multiple Man (1976)
- City of Darkness (1976)
- Colony (1978)
- Exilados da Terra (1978)
- Test of Fire (1982)
- Privateers (1985)
- Peacekeepers (1988)
- Cyberbooks (1989)
- The Trikon Deception (1992) con Bill Pogue
- Triumph (1993)
- Death Dream (1994)
- Brothers (1995) que apareció también como The Immortality Factor (2009)
- The Green Trap (2006)
- Able One (2010)
- The Hittite (2010)
- Power Play (2012)
- Farside (2013)

Colecciones
- Forward in Time (1973)
- Notes to a Science Fiction Writer (1975)
- Maxwell's Demons (1978)
- Escape Plus (1984)
- Out of the Sun (collection) (1984)
- The Astral Mirror (1985)
- Prometheans (1986)
- Battle Station (1987)
- Future Crime (1990)
- Challenges (1993)
- Twice Seven (1998)

Series de ficción
- Exiles
  - 1 Exiled from Earth (1971) que también apareció en dos partes en una revista el mismo año.
  - 2 Flight of Exiles (1972)
  - 3 End of Exile (1975)
  - The Exiles Trilogy (1980) [O/1,2,3]
  - L'astronave dell'esilio (1981) [O/1,2,3]
- Kinsman
  - 1 Kinsman (1979)
  - 2 Millennium (1976)
  - Test in Orbit (1965)
  - The Weathermakers (1967)
  - Fifteen Miles (1967)
  - Zero Gee (1972)
  - The Kinsman Saga (1987) [O/1,2]
- The Grand Tour
  - 1 Powersat (2005)
  - 2 Empire Builders (1985)
  - 4 Mars (1992)
  - 6 Return to Mars (1999)
  - 8 Jupiter (2000)
  - 11 Saturn (2003)
  - 12 Titan (2006)
  - 14 Mercury (2005)
  - 15 Mars Life (2008)
  - 16 Venus (2000)
  - 18 Leviathans of Jupiter (2011)
  - Tales of the Grand Tour (2004)
- Moonrise
  - 1 Moonrise (1996)
  - 2 Moonwar (1997)
- The Asteroid Wars
  - 1 The Precipice (2001) que apareció también en una revista en cuatro partes el mismo año.
  - 2 The Rock Rats (2002)
  - 3 The Silent War (2004)
  - 4 The Aftermath (2007)
  - The Asteroid Wars (2004) [O/1-3]
- Orion
  - 1 Orion (1984)
  - 2 Vengeance of Orion (1988)
  - 3 Orion in the Dying Time (1990)
  - 4 Orion and the Conqueror (1994)
  - 5 Orion Among the Stars (1995) que apareció también en cuatro partes en una revista el mismo año
  - 6 Orion and King Arthur (2012)
  - Floodtide (1977)
  - Legendary Heroes (1996)
- Sam Gunn
  - 1 Sam Gunn, Unlimited (1992)
  - 2 Sam Gunn Forever (1998)
  - Sam Gunn (1983)
  - Isolation Area (1984)
  - Diamond Sam (1988)
  - A Can of Worms (1989)
  - Vacuum Cleaner (1991)
  - Sam's War (1994)
  - Acts of God (1995)
  - Nursery Sam (1996)
  - Sam and the Prudent Jurist (1997)
  - Tourist Sam (1998)
  - Statement of Juanita Carlotta Maria Rivera y Molina (1998)
  - Statement of the Rt. Hon. Jill McD. Meyers (1998)
  - Statement of Lawrence V. Karsh (1998)
  - Statement of Clark Griffith IV (1998)
  - Statement of Steven Achernar Wright (1998)
  - Sam and the Flying Dutchman (2003)
  - Takes Two to Tangle (2006)
  - The Sam Gunn Omnibus (2007)
  - Sam Below Par (2012)
- Star Watch/Watchmen
  - 1 The Star Conquerors (1959)
  - 2 Star Watchman (1964)
  - 3 The Dueling Machine (1969) que apareció también como The Duelling Machine (1977)
  - The Watchmen (1994) [O/2,3]
- To Save the Sun
  - 1 To Save the Sun (1992) con A. J. Austin
  - 2 To Fear the Light (1994) con A. J. Austin
- Voyagers
  - 1 Voyagers (1981)
  - 2 Voyagers II: The Alien Within (1986)
  - 3 Voyagers III: Star Brothers (1990)
  - 4 The Return (2009)